# Agrilus guerini
Agrilus guerini – gatunek chrząszcza z rodziny bogatkowatych i podrodziny Agrilinae. Rzadki gatunek reliktowy, występujący na rozproszonych stanowiskach w Europie. Larwy przechodzą rozwój w wierzbach.

## Taksonomia
Gatunek ten opisał jako pierwszy Jean Théodore Lacordaire w 1835 roku, w publikacji współautorstwa Jean Baptiste’a Boisduvala.

## Morfologia
Chrząszcz o mocno wydłużonym ciele długości od 8,5 do 12 mm, ubarwiony czarno z niebieskim lub zielonym połyskiem metalicznym. Głowa zaopatrzona jest w duże oczy niemal stykające się z przednią krawędzią przedplecza. Przedplecze ma podwójną krawędź boczną. Pokrywy mają trzy pary plamek z gęstego, białego owłosienia. Pierwsza zlokalizowana przy nasadzie pokryw, wewnętrznie od guzów barkowych, druga tuż przed środkiem długości pokryw, a trzecia w pobliżu szwu w tylnej ich połowie. Tylne końce pokryw są przedłużone w rozchylone, spiczaste wierzchołki. Na spodzie ciała plamki z gęstych, jasnych włosków umieszczone są na zewnętrznych stronach bioder tylnych odnóży, sternitach od drugiego do piątego oraz pleurytach pierwszych, trzecich, czwartych i piątych. Pygidium ma tył wyciągnięty w długi wyrostek.

## Ekologia i występowanie
Owad monofagiczny. Larwy są kambiofagiczne. Przechodzą rozwój pod korą i w drewnie bielastym wierzby iwy i wierzby uszatej, wybierając na żerowisko gałęzie o średnicy około 5 cm. Osobniki dorosłe obserwuje się od czerwca do lipca. Najczęściej siadają na wierzbach.
Gatunek palearktyczny, znany z Francji, Luksemburga, Niemiec, Austrii, Włoch, Szwecji, Polski, Czech, Słowacji, Węgier, Ukrainy, Słowenii, Bośni i Hercegowiny, Serbii, Czarnogóry, Macedonii Północnej, oraz europejskiej części Rosji. Owad rzadki, uznawany za relikt przedlodowcowy. Zasięg ma silnie porozrywany i współcześnie ograniczony do izolowanych stanowisk. W Polsce stwierdzono go jedynie w Puszczy Białowieskiej i Biebrzańskim Parku Narodowym. Na „Czerwonej liście zwierząt ginących i zagrożonych w Polsce” umieszczony jest jako zagrożony gatunek o niedostatecznie rozpoznanym statusie (DD). Z kolei na „Czerwonej liście Republiki Federalnej Niemiec” opiętek ten umieszczony jest jako gatunek wymierający, a na „Czerwonej liście bogatkowatych Saksonii-Anhalt” jako gatunek wymarły.